# أوليفيه كيمين
أوليفيه كيمين (بالفرنسية: Olivier Kemen) (20 يوليو 1996 بدوالا في الكاميرون - ) هو لاعب كرة قدم كاميروني في مركز الوسط. شارك مع منتخب فرنسا تحت 16 سنة لكرة القدم ومنتخب فرنسا تحت 17 سنة لكرة القدم ومنتخب فرنسا تحت 18 سنة لكرة القدم ومنتخب فرنسا تحت 19 سنة لكرة القدم ومنتخب فرنسا تحت 20 سنة لكرة القدم. أما مع النوادي، فقد لعب مع أولمبيك ليون.

## روابط خارجية
- أوليفيه كيمين على موقع اتحاد تركيا (لاعب) (الإنجليزية)
- أوليفيه كيمين على موقع قاعدة بيانات كرة القدم.إي يو (الإنجليزية)
- أوليفيه كيمين على موقع ليكيب (الفرنسية)
- أوليفيه كيمين على موقع ناشيونال فوتبول تيمز (الإنجليزية)
- أوليفيه كيمين على موقع Soccerway.com (الإنجليزية)
- أوليفيه كيمين على موقع AS.com (الإسبانية)